# Callopanchax occidentalis
Espèce
Statut de conservation UICN

 LC  : Préoccupation mineure
Callopanchax occidentalis (anciennement Aphyosemion occidentale) est une espèce de poissons cyprinodontiformes de Sierra Leone, Liberia et Guinée.

## Référence
- Clausen : Definition of a new cyprinodont genus and description of a « new » but well-known West African cyprinodont, with a clarification of the terms « sjostedti », Aphyosemion sjostedti (Lonnberg), and Aphyosemion coeruleum (Boulenger). Revue de Zoologie et de Botanique Africaines 74 pp 331-341.